# Ballo della duchessa di Richmond

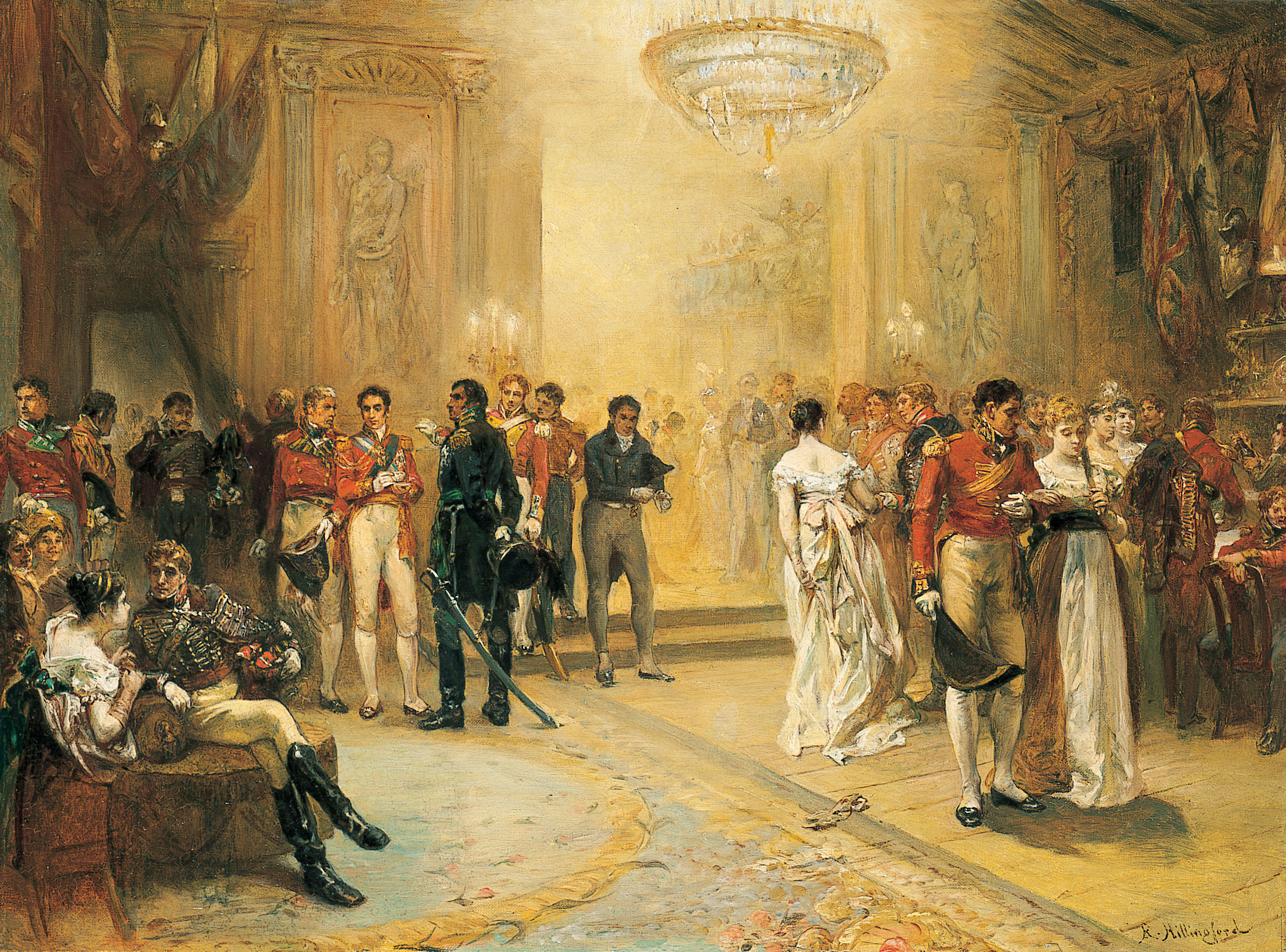
Il ballo della duchessa di Richmond in un dipinto di Robert Alexander Hillingford (1870 c.).

Il Ballo della duchessa di Richmond si tenne a Bruxelles il 15 giugno 1815, la notte precedente la Battaglia di Quatre Bras, su iniziativa di Charlotte, duchessa di Richmond. Suo marito Charles Lennox, IV duca di Richmond, era il comando delle forze di riserva britanniche di stanza a Bruxelles, poste a protezione della città nel caso in cui Napoleone Bonaparte avesse deciso di invaderla.
Il ballo è percepito come l'ultima occasione di festa e spensieratezza che ebbero gli ufficiali inglesi prima dell'inizio del massacro delle ultime battaglie napoleoniche che posero fine alla vita di molti di loro. La sua fama è legata anche al gran numero di invitati, molti dei quali destinati a divenire delle leggende dell'esercito britannico durante il periodo napoleonico.
Elizabeth Longford lo descrisse come "il più famoso ballo della storia". "Il ballo fu indubbiamente una cosa grandiosa", alla quale "con l'eccezione di tre generali, prese parte ogni alto ufficiale dell'esercito [di Wellington]".

## Il ballo
Secondo lady Georgiana, una delle figlie della duchessa,
(Georgiana, lady De Ros)
Lady Louisa, un'altra delle figlie della duchessa, disse a tal proposito:
(Lady Louisa.)
L'esatto ordine delle danze di questo ballo non è noto, ma vi è un commento di un critico contemporaneo a Bruxelles:
(Rev. George Griffin Stonestreet.)

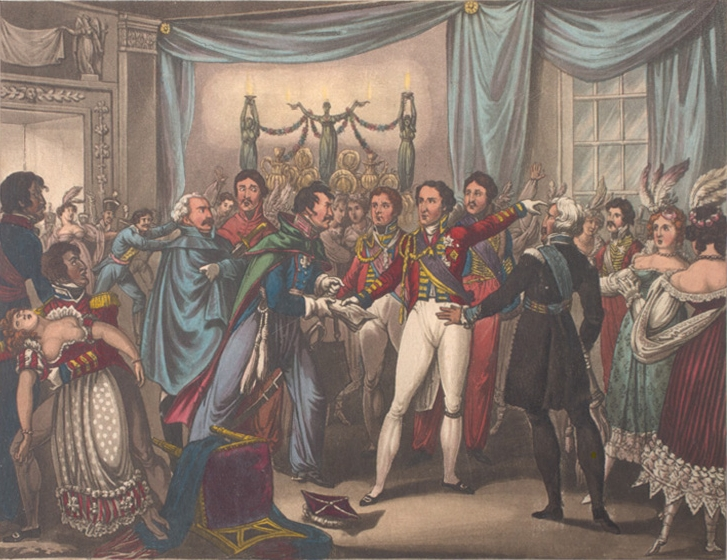
L'Intelligence della Battaglia di Ligny (1818) di William Heath, mostra gli ufficiali prussiani nell'atto di informare il duca di Wellington che i francesi hanno oltrepassato i confini a Charleroi e che i prussiani avrebbero concentrato il loro esercito a Ligny.

Arthur Wellesley, I duca di Wellington col suo staff di intimi giunse verso le 23.00.
 Poco dopo la cena, che iniziò verso l'1.00, Henry Weber, un aiutante di campo di Guglielmo, principe di Orange, giunse con un messaggio per il principe. Quest'ultimo lo passò al duca di Wellington che lo aprì. Wellington lesse in breve tempo il contenuto del dispaccio che, scritto attorno alle 22.00, lo informava che le forze prussiane erano state costrette dai francesi a ritirarsi da Fleurus ed era quindi ormai chiaro che i francesi avevano attraversato il fiume Sambre e come tale egli chiese al principe di tornare al suo quartier generale immediatamente, e quindi dopo aver dato ulteriori ordini, sedette tra lady Frances Webster e lady Georgiana. Con sua grande sorpresa il principe di Orange tornò improvvisamente e lo informò di un ulteriore dispaccio, questa volta inviato dal barone Rebecque al quartier generale del principe a Braine-le-Comte, e datato alle 22.30. Esso informava il principe che i francesi avevano ripiegato da Charleroi verso Bruxelles nei pressi di Quatre-Bras. Dopo aver ripetuto al principe che poteva ritirarsi nei suoi quartieri generali, Wellington continuò a sedere al tavolo e fece un piccolo discorso per i brevi minuti successivi prima di annunciare che si sarebbe ritirato a letto. Si alzò dal tavolo della cena e:
(Capitano Bowles)
L'atmosfera nella sala cambiò quando iniziò a circolare la notizia che i francesi avevano passato il confine:
Fu una serata bella e triste nel contempo, con molti amici che si salutarono senza sapere che non si sarebbero mai più rivisti. Il duca di Brunswick, mentre si congedava dai presenti nell'anticamera, tenne un discorso ai suoi presenti perché si distinguessero "nell'onorevole" fatto di aver accompagnato il duca di Wellington in questa impresa. Ricordo molto bene il povero lord Hay, un giovane sul punto di sposarsi, pieno di ardore militare, che conoscevo molto bene, e la notizia che poi seppi che il 16 venne ucciso insieme al duca di Brunswick.»
(Georgiana, lady De Ros)

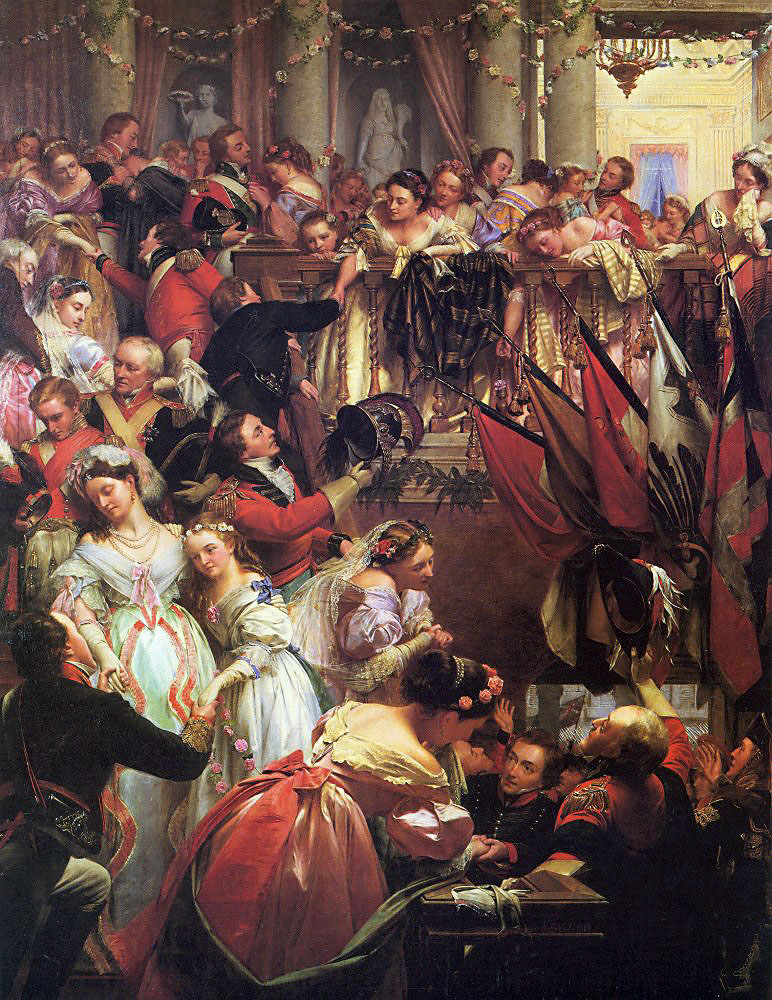
Prima di Waterloo (1868), dipinto di Henry O'Neil, rappresenta degli ufficiali che si accomiatano dal ballo della duchessa di Richmond

Katherine Arden figlia di Richard Arden, I lord Alvanley descrisse così gli eventi dopo il ballo e per il resto della notte:
Salutammo tristemente molti dei nostri migliori amici, che tornarono a casa in una bara poi. Prima delle 7.00 vedemmo circa 12.000 brunswickers, scozzesi e inglesi passare fuori dalle nostre finestre, di cui un terzo cadde nella polvere. Mamma salutò il duca [di Wellington] quando passò, ma Fanny e io, spaventate, quando passò già ci eravamo ritirate a letto. ...»
(Katherine Arden.)

## La sala da ballo

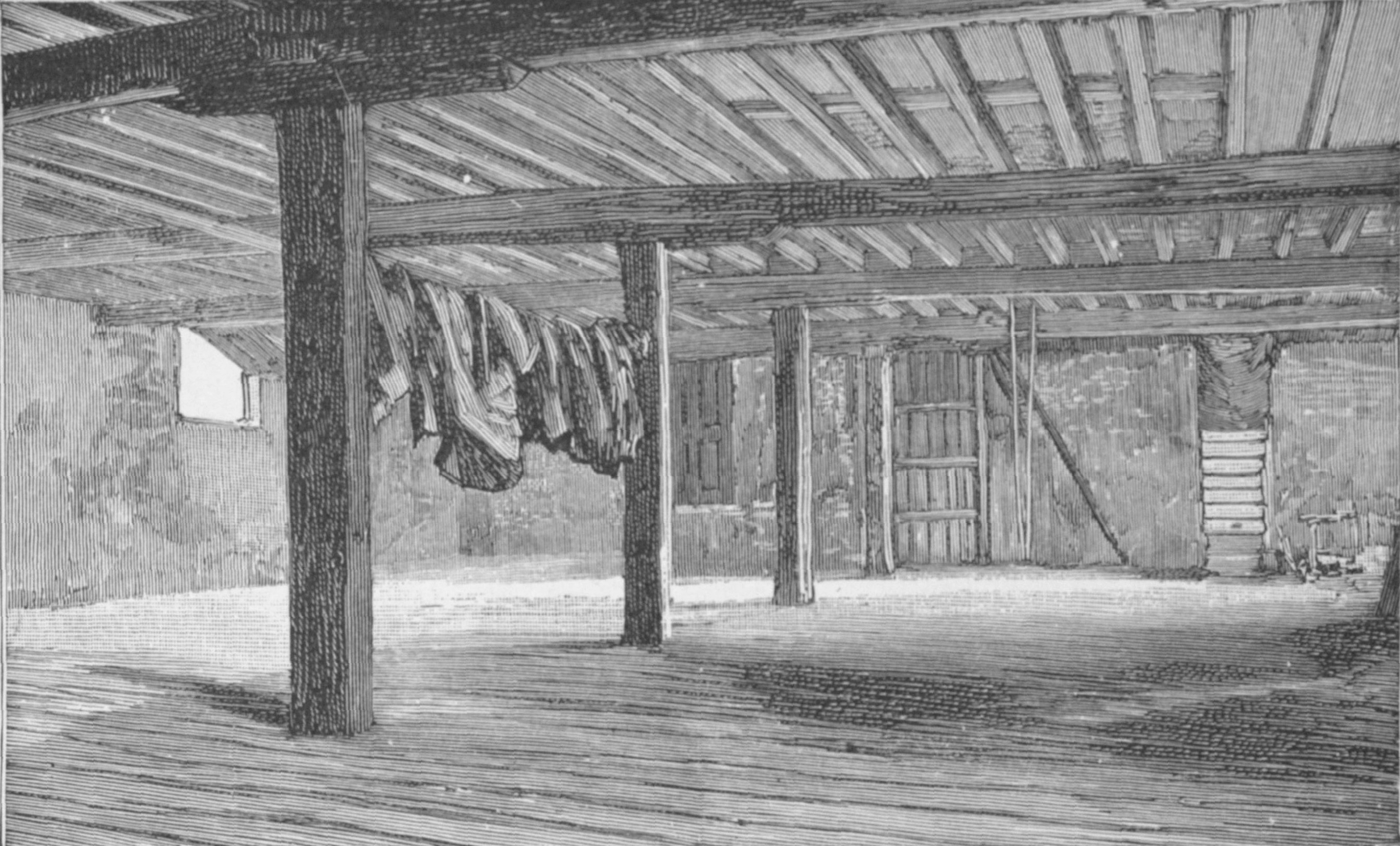
La rimessa delle carrozze dipinta da Sir William Fraser nel 1888 fu la location del ballo.

All'epoca del ballo non si tennero testimonianze accurate sul luogo ove esso si svolse. In una lettera al The Times pubblicata il 25 agosto 1888, Sir William Fraser riportò di aver scoperto la sala. Essa non era parte delle proprietà principali del duca di Richmond che aveva in affitto a Rue des Cendres, bensì una rimessa per carrozze presso la strada adiacente, in Rue de la Blanchisserie. La stanza era di notevoli dimensioni (37 x 16 x 4 metri)., molto diversa dall'alto salone descritto da Lord Byron nel canto III del suo Childe Harold's Pilgrimage
Lo storico e avvocato P. Duvivier nel 1956 pubblicò un volume dal titolo Bruxelles pendant la bataille de Waterloo nel quale egli disse che la location doveva invece essere proprio la casa del duca dal momento che la rimessa per le carrozze, all'epoca delle sue indagini risultava ormai demolita, e che dalle sue ricerche essa era stata costruita dopo il 1815.

## Elenco degli invitati al ballo
Questi furono gli invitati al ballo della duchessa di Richmond:
- Principe di Orange (ferito a Waterloo)
- Principe Federico di Orange
- Duca di Brunswick (ucciso a Quatre-Bras)
- Principe di Nassau
- Duca d'Arenberg
- Principe Augusto d'Arenberg
- Principe Pietro d'Arenberg
- Lord van der Linden d'Hoogvoorst, sindaco di Bruxelles
- Duca e duchessa di Beaufort e le loro figlie[14]
- Duca d’Ursel e sua moglie Josephine Ferrero-Fieschi di Masserano
- Marchese e marchesa d'Assche.[15]
- Conte e contessa d'Oultremont
- Contessa Douairiere d'Oultremont e le sue figlie
- Conte e contessa Liedekerke Beaufort
- Conte e contessa Auguste Liedekerke e loro figlie
- Conte e contessa Latour Lupin
- Conte e contessa Mercy d'Argenteau
- Conte e contessa de Grasiac
- Contessa de Luiny
- Contessa de Ruilly
- Barone e baronessa d'Hooghvoorst, loro figlie ed il figlio C. d'Hooghvoorst
- Monsieur e madame Vander Capellen
- Barone de Herelt
- Barone de Tuybe
- Barone Brockhausen
- Generale Baron Vincent (ferito a Waterloo)
- Generale Pozzo de Borgo
- Generale Alava
- Conte de Belgade
- Conte de la Rochefoucauld
- Generale d'Oudenarde
- Colonnello Knife (?), A.D.C.
- Colonnello Ducayler
- Maggiore Ronnchenberg, A.D.C.
- Colonnello Tripp, A.D.C.
- Capitano de Lubeck, A.D.C. del duca di Brunswick
- Conte e contessa Conyngham e lady Elizabeth Conyngham[16]
- Visconte Mount-Charles e Hon. Mr. Conyngham (poi II marchese Conyngham)
- Contessa Mount-Norris e lady Julianna Annesley
- Contessa vedova di Waldegrave
- Duca di Wellington
- Lord e lady Fitzroy Somerset (Lord Fitzroy perse un braccio a Waterloo)
- Lord e lady John Somerset
- Mr. e lady Frances Webster
- Mr. e lady Caroline Capel e loro figlie
- Lord e lady George Seymour e loro figlie
- Mr. e lady Charlotte Greville
- Viscontessa Hawarden
- Sir Henry e lady Susan Clinton (Tenente generale, comandante della 2ª divisione)
- Lady Alvanley e figlie Katherin e Fanny Arden[17]
- Sir James, Lady Craufurd, e figlie
- Sir George Berkeley,[18] e Lady Berkeley
- Lady e Miss Sutton[19]
- Sir Sidney e Lady Smith, e Miss Rumbolds
- Sir William e Lady Johnstone
- Sir Hew e Lady Delancey (invitati, ma rifiutarono e quindi non furono presenti la sera del ballo.[20])
- Hon. Mrs. Pole (poi Lady Maryborough)
- Mr. e Mrs. Lance, con figlia e figlio, Mr. Lance, Jr.
- Mr. Ord e sue figlie
- Mr. e Mrs. Greathed
- Mr. e Mrs. Lloyd
- Hon. Sir Charles Stuart, ministro a Bruxelles, e Mr. Stuart
- Conte di Uxbridge (comandò la cavalleria; perse una gamba a Waterloo)
- Conte di Portarlington
- Conte di March, A.D.C. del principe di Orange
- Generale Lord Edward Somerset (comandante di brigata di cavalleria, ferito a Waterloo)
- Lord Charles FitzRoy
- Lord Robert Manners
- Tenente generale Lord Hill (Comandante del 2º corpo d'armata)
- Lord Rendlesham
- Lord Hay, A.D.C. (ucciso a Quatre Bras)
- Lord Saltoun
- Lord Apsley (poi conte Bathurst)
- Hon. Colonnello Stanhope (della guardia)
- Hon. Colonnello Abercromby (della guardia; ferito)
- Hon. Colonnello Ponsonby (poi Sir Frederick Ponsonby, ferito gravemente)
- Hon. Colonnello Acheson (della guardia)
- Hon. Colonnello Stewart
- Hon. Mr. O. Bridgeman, A.D.C. di Lord Hill
- Hon. Mr. Percival
- Hon. Mr. Stopford
- Hon. Mr. John Gordon.[21]
- Hon. Mr. Edgecombe
- Hon. Mr. Seymour Bathurst, A.D.C. del generale Maitland
- Hon. Mr. Forbes
- Hon. Mr. Hastings Forbes
- Hon. Maggiore Dawson
- Hon. Mr. Dawson, del 18° ussari
- Maggiore generale Sir Hussey Vivian (comandante della 6ª brigata di cavalleria)
- Horace Seymour, A.D.C. (poi sir Horace Seymour)
- Colonnello Hervey, A.D.C. (poi Sir Felton Hervey-Bathurst, I baronetto)
- Colonnello Fremantle, A.D.C.
- Lord George Lennox, A.D.C.
- Lord Arthur Hill, A.D.C. (poi generale Lord Sandys)
- Maggiore Percy, A.D.C. (figlio del I conte di Beverley, riportò in patria tre aquile francesi dalle bandiere nemiche)
- Hon. George Cathcart, A.D.C. (poi sir George Cathcart, ucciso a Inkerman, 1854)
- Sir Alexander Gordon, A.D.C. (morì per le ferite a Waterloo)
- Sir Colin Campbell
- Sir John Byng (creato conte di Strafford, comandante della 2ª brigata della guardia)

- Tenente generale sir John Elley, aiutante generale di cavalleria (ferito)
- Sir George Scovell, (maggiore comandante dello staff del corpo di cavalleria)
- Sir George Wood, Colonnello, Royal Artillery
- Sir Henry Bradford
- Sir Robert Hill, (fratello di Lord Hill)
- Sir Noel Hill, (fratello di Lord Hill)
- Sir William Ponsonby, (fratello di Lord Ponsonby; comandò la Union Brigade della cavalleria; ucciso a Waterloo)
- Tenente colonnello Sir Andrew Barnard (comandante del 1º battaglione del 95º reggimento di fucilieri, poi governatore del Chelsea Hospital)
- Maggiore generale Sir Denis Pack, (comandante della 9ª brigata)
- Maggiore generale Sir James Kempt, (comandante dell'8ª brigata)
- Sir Pulteney Malcolm
- Tenente generale Sir Thomas Picton, (comandante della 5ª divisione, ucciso a Waterloo)
- Maggiore generale Sir Edward Barnes, aiutante generale (ferito a Waterloo)
- Sir James Gambier
- Hon. Generale Dundas
- Tenente generale George Cooke (comandante della 1ª divisione)
- Maggiore generale Maitland (poi Sir Peregrine Maitland, comandante della 1ª brigata della guardia)
- Maggiore generale Adam (invitato ma declinò l'invito; comandante della 3ª brigata di fanteria. Successivamente Sir Frederick Adam)
- Colonnello Washington
- Colonnello Woodford (poi Sir Alexander Woodford, governatore del Chelsea Hospital)
- Colonnello Rowan, 52º reggimento fanteria (poi Sir Charles Rowan, capo commissario di polizia)
- Colonnello Wyndham (poi generale Sir Henry Wyndham)
- Colonnello Cumming, 18° dragoni
- Colonnello Bowater (poi generale Sir Edward Bowater)
- Colonnello Torrens (poi aiutante generale in India)
- Colonnello Fuller
- Colonnello Dick, 42º reggimento fanteria (ucciso a Sobraon, 1846)
- Colonnello Cameron, 92º reggimento fanteria (ucciso a Quatre Bras)
- Colonnello Barclay, A.D.C. del duca di York
- Colonnello Hill(?) (Colonnello Clement Hill, fratello di Lord Hill)
- Maggiore Gunthorpe, A.D.C. del generale Maitland
- Maggiore Churchill, A.D.C. di Lord Hill e quartiermastro generale (ucciso in India)
- Maggiore Hamilton, A.D.C. del generale Sir E. Barnes
- Maggiore Harris, brigadiere maggiore di Sir Hussey Vivian (perse un braccio)
- Maggiore Hunter Blair (ferito)
- Capitano Mackworth, A.D.C. di Lord Hill
- Capitano Keane, A.D.C. di Sir Hussey Vivian
- Capitano FitzRoy
- Capitano Widman, 7° ussari, A.D.C. di Lord Uxbridge
- Capitano Fraser, 7° ussari (poi Sir James Fraser, III baronetto)
- Capitano Verner, 7° ussari
- Capitano Elphinstone, 7° ussari (preso prigioniero il 17 giugno)
- Capitano Webster
- Capitano Somerset, A.D.C. del generale Lord Edward Somerset
- Capitano Yorke, A.D.C. del generale Adam (poi Sir Charles Yorke, declinò l'invito e non fu presente al ballo)
- Capitano Gore, A.D.C. di Sir James Kempt
- Capitano Pakenham
- Capitano Dumaresq, A.D.C. del generale Sir John Byng (ferito al petto da una palla di moschetto mentre stava scrivendo a Wellington. Ripresosi morirà nel 1836)[22]
- Capitano Dawkins, A.D.C.
- Capitano Disbrowe, A.D.C. del generale Sir G. Cook.
- Capitano Bowles, Coldstream Guards (poi generale Sir George Bowles, Lieutenant of the Tower)
- Capitano Hesketh, Grenadier Guards
- Capitano Gurwood (poi colonnello Gurwood)
- Capitano Allix, Grenadier Guards
- Mr. Russell, A.D.C.
- Mr. Brooke, 12° dragoni
- Mr. Huntley, 12° dragoni
- Mr. Lionel Hervey (diplomatico)
- Mr. Leigh
- Mr. Shakespear, 18° dragoni
- Mr. O’Grady, 7° ussari (poi Lord Guillamore)
- Mr. Smith, 95º fanteria, brigadiere maggiore di Sir Denis Packe; ucciso a Waterloo
- Mr. Fludyer, Scots Fusilier Guards
- Mr. Montagus (John e Henry, poi Lord Rokeby)
- Mr. A. Greville
- Mr. Baird
- Mr. Robinson, 32º fanteria
- Mr. James
- Mr. Chad
- Mr. Dawkins
- Dr. Hyde
- Mr. Hume
- Rev. Mr. Brixall (Rev. Samuel Briscall)

## Influenze culturali

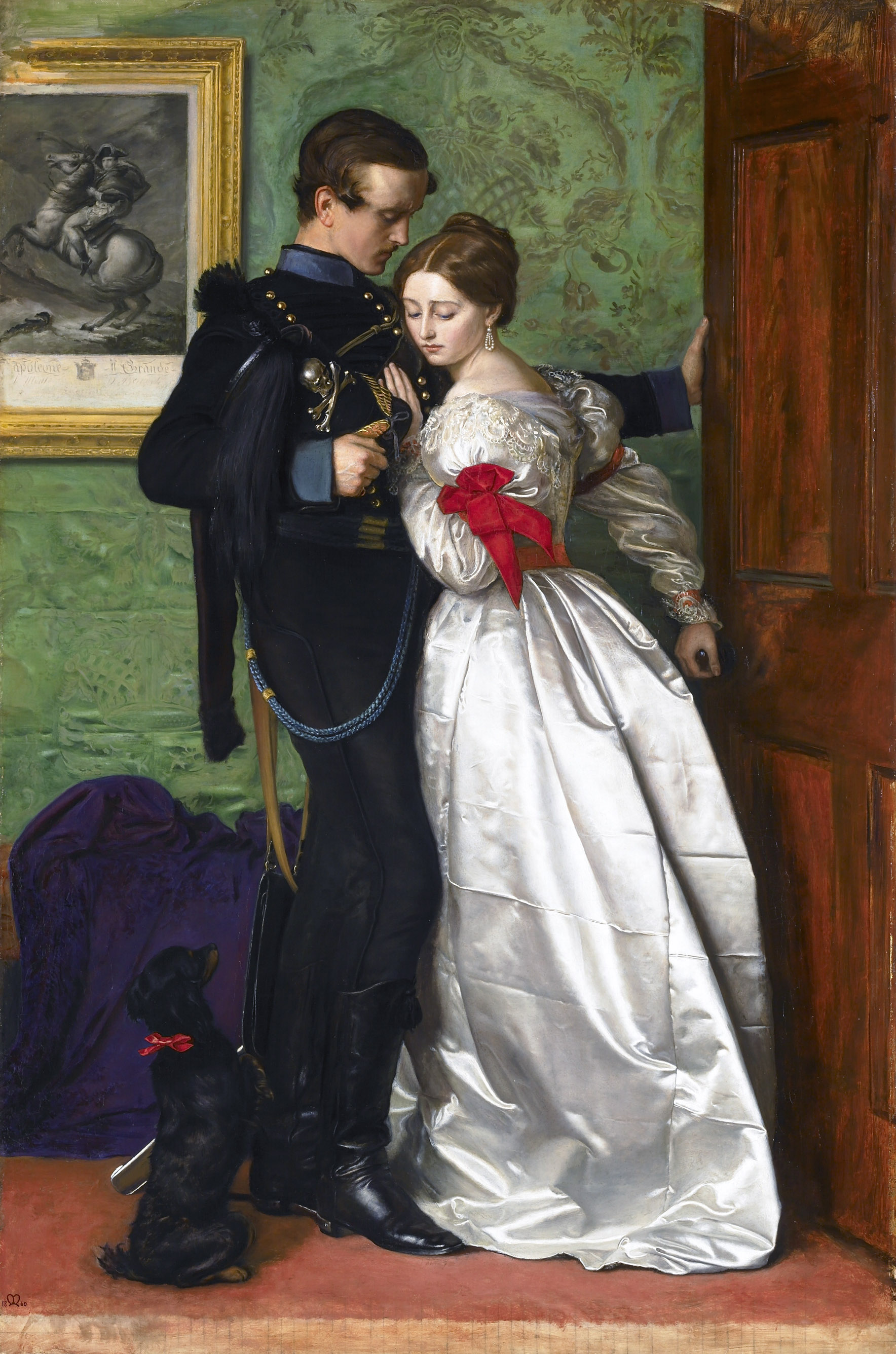
The Black Brunswicker di Millais.

Il ballo ispirò una serie di scrittori ed artisti nel corso del XIX secolo. Sir Walter Scott lo menzionò in un passaggio di Paul's Letters to his Kinsfolk. Venne descritto da William Makepeace Thackeray nel suo La fiera della vanità e da Lord Byron in Childe Harold's Pilgrimage. Byron enfatizzò molto il ballo in contrasto con l'orrore della battaglia, concentrandosi sull'aspetto delle emozioni,
And gathering tears, and tremblings of distress, 

And cheeks all pale, which but an hour ago 

Blushed at the praise of their own loveliness; 

And there were sudden partings, such as press 

The life from out young hearts, and choking sighs 

Which ne’er might be repeated; who could guess 

If ever more should meet those mutual eyes, 

Since upon night so sweet such awful morn could rise!»
(Lord Byron, Childe Harold's Pilgrimage.)
L'uso drammatico del ballo da parte di Thackeray nel suo Vanity Fair ispirò poi anche un gran numero di riproduzioni cinematografiche della scena. Uno di questi esempi fu il film Becky Sharp del 1935, il primo lungometraggio completamente in Technicolor,.
Il ballo ispirò artisti tra cui John Everett Millais, che dipinse The Black Brunswicker nel 1860, Henry Nelson O'Neil che dipinse Before Waterloo nel 1868 e Robert Hillingford che dipinse The Duchess of Richmond's Ball.
Il ballo è una scena del terzo atto del melodramma In the Days of the Duke scritto da Charles Haddon Chambers e J. Comyns Carr, messo in scena sontuosamente per la prima volta nel 1897, ambientato in casa della duchessa.
Molti dei personaggi presero parte al ballo nella novella del 1937 di Georgette Heyer dal titolo An Infamous Army, ed anche nella sua drammatizzazione della vita di Sir Harry Smith, I baronetto, The Spanish Bride.

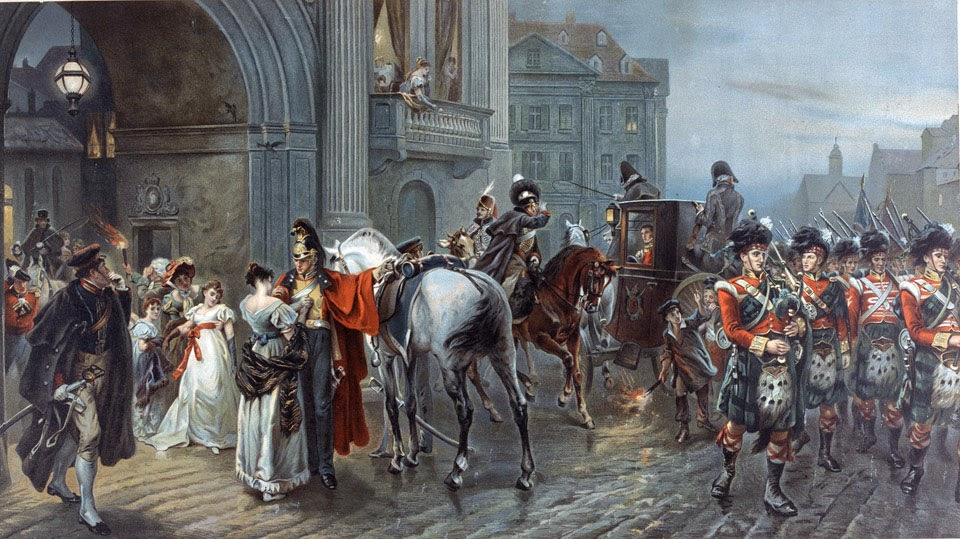
Summoned to Waterloo: Brussels, dawn of June 16, 1815 di Robert Alexander Hillingford.

Il ballo venne usato da Sergei Bondarchuk nel suo film Waterloo per ottenere effetti drammatici. Bondarchuk mise a contrasto un momento di pace dell'esercito con le scene poi contrastate della battaglia.
Nella novella Sharpe's Waterloo (1990), Bernard Cornwell usa il ballo più o meno alla maniera di Bondarchuk, ponendo il suo personaggio Richard Sharpe nel ruolo di aiutante che porta la catastrofica notizia a Wellington.
Un racconto del ballo si trova anche ne The Campaigners, vol. 14 di The Morland Dynasty, una serie di novelle storiche di Cynthia Harrod-Eagles.
Il 15 giugno 1965 l'ambasciatore britannico a Bruxelles tenne un ballo per commemorare il 150º anniversario della battaglia di Waterloo e del ricevimento della duchessa di Richmond. Alla festa vennero invitate 540 persone di cui la maggior parte erano belgi. Questa commemorazione è diventata oggi annuale ed è organizzata per supportare organizzazioni caritatevoli.